# Aquele Beijo
Aquele Beijo é uma telenovela brasileira produzida e exibida pela TV Globo de 17 de outubro de 2011 a 13 de abril de 2012, em 155 capítulos. Substituiu Morde & Assopra e foi substituída por Cheias de Charme, sendo a 79ª "novela das sete" exibida pela emissora.
Foi escrita por Miguel Falabella, com colaboração de Alessandra Poggi, Flávio Marinho, Antonia Pellegrino e Luiz Carlos Góes. A direção foi de Leandro Neri, Tande Bressane e Marcelo Zambelli, com direção geral de Cininha de Paula e direção de núcleo de Roberto Talma.
Contou com as participações de Giovanna Antonelli, Marília Pêra, Herson Capri, Ricardo Pereira, Grazi Massafera, Sheron Menezzes, Cláudia Jimenez e Diogo Vilela.

## Enredo
Cláudia é uma conceituada arquiteta e há anos namora Rubinho, sonhando em se casar com ele na igreja. Ele é filho da milionária Maruschka, que é contra o relacionamento do filho com a filha de sua empregada. e fará de tudo para separar os dois. Regina é a mãe de Cláudia e de Camila e trabalha para Maruschka há muitos anos e foi ela quem pagou os estudos de suas filhas. Cláudia só conseguiu chegar a faculdade por conta dos ótimos colégios. Maruschka utiliza isso para pisar em Regina. As duas escondem um grande segredo do passado.
Maruschka, bem casada com o empresário Alberto e são donos da mega loja de luxo Comprare, e querem expandir seus negócios para faturar mais, mas para aumentar o espaço da Comprare, terão que desocupar um terreno que fica ao lado da loja. No entanto, aquela área foi invadida e tornou-se a favela "Covil do Bagre", cujos moradores estão instalados há mais de vinte anos.
Na luta pelos direitos dos moradores contra a desapropriação do terreno estão a cabeleireira Sarita e o advogado Vicente Santelmo, que enfrentarão os poderosos Alberto e Maruschka.
Uma reviravolta acontece na vida de Cláudia, quando ela tem que viajar a trabalho para Cartagena, na Colômbia, e conhece no aeroporto o advogado e procurador estadual Vicente, tornando-se grandes amigos, e com o tempo se apaixonam. A princípio, Vicente não está interessado nela, pois é apaixonado pela ex-namorada Lucena, motivo de sua viagem à Colômbia para impedir o casamento dela com Juan, um rico empresário. Não consegue impedir o casamento e acaba ficando com Cláudia. O casamento de Lucena e Juan não dá certo e ela volta ao Brasil disposta a reconquistar Vicente, mesmo sabendo que ele agora está com Cláudia.[carece de fontes?]
Em uma vila que dá entrada para a favela do Covil do Bagre, chamada Vila Caiada, mora Camila, irmã de Cláudia. Casada com o médico Ricardo, eles têm um filho recém-nascido. Ela é uma mulher extremamente ambiciosa e que reclama de sua vida o tempo todo, infernizando a vida do marido para uma solução de tirá-los da favela e terem mais dinheiro.
Uma reviravolta na novela existe, em que Lucena e Rubinho se aliam para acabar com o namoro de Claudia e Vicente.

## Exibição

### Classificação indicativa
Com base na sinopse fornecida pela emissora, o Departamento de Justiça, Classificação, Títulos e Qualificação classificou inicialmente Aquele Beijo como "livre para todos os públicos". Em novembro, a TV Globo foi notificada que a telenovela teria cenas inadequadas para crianças, tais como linguagem inadequada, consumo de drogas lícitas e conteúdo sexual. Em 22 de dezembro, em um despacho publicado pelo Diário Oficial da União, o Ministério da Justiça reclassificou a trama como "não recomendada para menores de 10 anos" por conter violência, linguagem inadequada e discriminação sexual, não alterando seu horário original, permitindo que deixe que a trama a ser reexibida no Vale a Pena Ver de Novo.

### Vinheta de abertura
A abertura da telenovela, produzida pelo designer Hans Donner e sua equipe, conta com cenas de beijos célebres das telenovelas da emissora, ao som da canção "Garota de Ipanema", de Tom Jobim, cantada por Daniel Jobim, neto de Tom, e Xuxa. A escolha do tema musical foi do diretor, Roberto Talma e a ideia da abertura partiu de Miguel Falabella. Uma ideia similar da vinheta de Aquele Beijo já havia sido utilizada na abertura de Final Feliz, de Ivani Ribeiro, onde mostravam beijos clássicos do cinema. No total, a primeira abertura exibia nove cenas, com beijos de novelas como Laços de Família, O Salvador da Pátria, Locomotivas, O Clone e outras. A segunda abertura estreou em 14 de novembro de 2011, substituindo as cenas anteriores por novas cenas, com beijos de novelas como O Cravo e a Rosa, Insensato Coração, Cordel Encantado, entre outras.

### Outras mídias
Em 2 de abril de 2021, foi atualizada pelo Globoplay como parte do Projeto Originalidade, com a atualização para o formato de exibição original; com o formato de imagem restaurado em Full HD, além de aberturas, vinhetas de intervalo e encerramento originais.

## Produção

### Antecedentes
No início de 2010, a TV Globo aprovou a sinopse de Descobridor dos Sete Mares, trama de autoria de Márcia Prates e dirigida por Wolf Maya, como substituta de Ti Ti Ti para o horário. Em maio a jornalista Patrícia Kogut divulgou em sua coluna que a TV Globo teria cancelado a sua produção porque a emissora não produziu a sinopse como trama. O cancelamento foi devido ao alto custo de produção e o envolvimento do diretor com a produção de Na Forma da Lei. Para desenvolver uma nova sinopse, Miguel Falabella e Maria Carmem Barbosa foram convocados pela emissora. A trama acabou por ser adiada, dando lugar a uma sinopse de Morde & Assopra.
Inicialmente intitulada Um Mundo Melhor - A Comédia da Tolerância, a sinopse da trama foi escrita em julho de 2010. Em entrevista a James Cimino, do jornal Folha de S. Paulo, ao ser perguntado sobre o argumento da trama, o autor revelou que "é uma comunidade em um terreno que tem uma loja imensa, tipo Daslu, a 'Comprai', que está sendo investigada pela Polícia Federal e que quer expulsar essa comunidade 'de negas' (se referindo as atrizes Mary Sheila e Zezeh Barbosa)".
Em junho de 2011, Maria Carmem Barbosa deixou o projeto para se dedicar a produção de uma minissérie, de sua autoria, sobre a Rádio Nacional. Para substituí-la, Ângela Carneiro e Luiz Carlos Góes entraram no projeto como colaboradores.
As filmagens da telenovela tiveram início em setembro de 2011 e os primeiros capítulos foram gravados em Cartagena, localizada na Colômbia. A ideia de gravar na cidade veio de Cininha de Paula e esta cidade foi escolhida. Segundo o site, "a ideia foi escolher um país de língua latina e que não tivesse fuso horário para que tudo acontecesse simultaneamente no Brasil e lá." Foi filmada na cidade por 15 dias, com 67 cenas gravadas e cerca de 70 pessoas e mais de 600 figurantes da região. O resto foi feito no Rio de Janeiro.
Outras filmagens da telenovela aconteceram em Cabaceiras e João Pessoa, na Paraíba e em Paris, na França. Cenas nos primeiros dois locais foram gravados com os personagens de Bia Nunnes, Diogo Vilela e Marcélia Cartaxo, além de contar com a participação de moradores da região, que atuaram como figurantes. As gravações foram feitas em parceria com o governo estadual e a prefeitura de João Pessoa, que ofereceu apoio logístico à produção. Cenas no último local foram gravadas com a atriz Zezeh Barbosa.

### Escolha do elenco
Alinne Moraes, Regiane Alves e Caco Ciocler estavam cogitados para os papéis principais da trama. Em abril de 2011, o autor, no lançamento do livro Vivendo em Voz Alta, anunciou que Giovanna Antonelli e Grazi Massafera estariam no elenco da trama, correspondendo aos papéis principais, descartando os nomes de Alinne e Regiane. Ricardo Pereira foi confirmado no elenco principal da novela interpretando o papel equivalente ao de Ciocler. Após testes, o estreante Victor Pecoraro foi escolhido para interpretar Rubinho. Segundo o autor, Miguel Falabella, "não tenho dificuldades para escalar o meu elenco", e "eu já escrevo os papéis para os atores certos".
A personagem Sarita seria interpretada inicialmente por Taís Araújo, mas devido a sua gravidez, teve que ser substituída. A jornalista Patrícia Kogut citou em sua coluna que as substitutas de Taís poderiam ser as atrizes Cíntia Rosa e Aline Nepomuceno. O papel acabou ficando com Leilah Moreno. Sheron Menezzes iria interpretar Grace Kelly, mas Sheron não estava compatível com o papel, nem foi Leilah com o papel de Sarita; as atrizes optaram por trocar de personagens, sugerido por Miguel Falabella em conjunto com a diretora, Cininha de Paula.
Edson Celulari e Betty Lago iriam interpretar, respectivamente, Alberto e Maruschka. Edson foi substituído por Herson Capri e Betty, após se demitir da Globo, foi substituída por Marília Pêra.
Maurício Mattar iria interpretar Raul, o advogado de Sarita. Ele foi convidado pelo diretor da novela, Roberto Talma, para interpretar o personagem, após ser tirado do elenco de Fina Estampa, no qual iria fazer o personagem "Ferdinand" - interpretado agora por Carlos Machado -, por estar fora de forma. Um acidente de trânsito envolvendo Maurício, ocorrido em 7 de outubro, o afastou das gravações. Em 19 de outubro, Maurício voltou a gravar a telenovela, mas devido à dores no joelho, sentidas durante as gravações, o ator foi desligado do elenco da telenovela no dia 20 de outubro. Com isso, o ator foi substituído por Jandir Ferrari.
A atriz Grazi Massafera participou da novela apenas por alguns meses, pois ela estava grávida e já havia comunicado isso ao autor Miguel Falabella no momento em que foi chamada para participar da novela.

## Música
O diretor da telenovela, Roberto Talma, foi o responsável pela seleção da canção "Garota de Ipanema", regravação da música de Tom Jobim, gravada por Xuxa e Daniel Jobim, como tema de abertura de Aquele Beijo. Duas canções que compõem a trilha sonora da telenovela são gravadas respectivamente por Fiuk e Raoni Carneiro, que estão no elenco da telenovela. Fiuk gravou "Quero Toda Noite", tema do personagem de Raoni, Sebastião. Raoni, com a banda Trupe, gravou a música "Amor Perfeito", regravação da música de Roberto Carlos, tema dos personagens de Fiuk e Bruna Marquezine, Agenor e Belezinha, respectivamente. O namorado de Fernanda Souza, Thiaguinho - do grupo Exaltasamba -, gravou a canção tema de Camila, personagem de Fernanda, e Ricardo, personagem de Frederico Reuter, a canção "Mamão com Mel" - escrita por Gonzaguinha -, esta a primeira canção de Thiaguinho em uma trilha sonora de telenovela.
A trilha internacional foi lançada em 3 de abril de 2012 - dez dias anteriores ao final da novela - e é considerada a trilha internacional que mais demorou a ser lançada na história da teledramaturgia brasileira. Donna Byrne abriu o CD com "Adore", tema de Maruschka, seguido de Antes de Las Seis, single da cantora colombiana Shakira. A trilha ainda contou com o retorno da banda Roxette às trilhas sonoras de novelas da Globo após 11 anos, com "No One Makes it on Her Own" (a última inclusão até então havia sido em Um Anjo Caiu do Céu, com "Milk And Toast And Honey"). Julio Iglesias, Mario Biondi, Taylr, Laura Pausini com sua "Benvenuto", Joe Jonas, Renato Russo, Patty Ascher, Alessandra Maestrini e Quattro completaram a trilha sonora internacional da trama.

## Repercussão
Após quatro semanas de exibição, uma pesquisa envolvendo um grupo de discussão foi promovida pela emissora, aonde tivera grande aprovação da trama. As entrevistas destacaram a narração de Miguel Falabella e os pares protagonistas Giovanna Antonelli - Ricardo Pereira e Sheron Menezzes - Herson Capri. Ainda na pesquisa, Victor Pecoraro foi considerado "inexperiente" pela principal reserva das entrevistadas. Bruna Marquezine e Cláudia Jimenez foram as mais elogiadas, segundo a mesma pesquisa.

### Audiência
O primeiro capítulo obteve 35 pontos na medição do Ibope em São Paulo, sendo o maior índice conquistado pela emissora em quatro anos no horário das sete desde Sete Pecados. Mesmo com o bom índice, a audiência não se manteve no segundo capítulo, quando marcou 27 pontos.
Seu pior índice foi registrado no capítulo exibido no dia 29 de outubro, quando marcou 21 pontos de média.
O último capítulo teve média de 30 pontos.
O folhetim terminou com média geral de 25 pontos, superando apenas Três Irmãs e Tempos Modernos que registraram 24 pontos e foram as novelas de menor audiência da década. Ficou também abaixo de Bang Bang que fechou com 27 pontos numa meta de 35 pontos na época.

### Recepção da crítica
Jorge Luiz Brasil, editor-chefe da revista especializada Minha Novela, apresentou crítica favorável, mas menos positiva sobre o primeiro capítulo da trama: "O primeiro capítulo da novela trama de Miguel Falabella passou quase em branco, não fosse a boa abertura, trazendo beijos inesquecíveis das novelas, e a impressão de que vamos rir muito com Claudia Jimenez. Falabella optou pela mera apresentação de parte de seus personagens principais (ficou faltando basicamente mais detalhes da Lucena, de Grazi Massafera), o que foi feito de forma correta. Mas sem brilho. (...) Giovanna Antonelli esteve bem como Claudia e Ricardo Pereira também cumpriu sua missão direitinho. Marília Pêra está muito bonita. O tom mais louro lhe caiu muito bem, mas a postura e o jeito da Maruschka são iguais aos da Catarina, de A Vida Alheia, também de Falabella. Stella Miranda é outra que vai interpretar a mesma personagem numa história do autor, afinal, Locanda está igualzinha à Dona Álvara (Toma Lá, Dá Cá). Já Herson Capri deixou uma incógnita no ar: Alberto tem jeito de boa pessoa, mas quer expulsar toda a população de uma comunidade só para realizar seu sonho de construir outra de suas lojas lá. (...) No mais, nenhum ator a destacar a não ser a canastrice do belo Victor Pecoraro (como Rubinho, namorado de Claudia), as caretas de Fiuk (Agenor) e os exageros de Elizângela, na pele da destemperada Íntima."
Patrícia Kogut, colunista do jornal O Globo, apresenta crítica favorável: "(...) Se o horário é considerado complicado por muitos (o das sete), ele (Miguel Falabella, o autor) parece mais afinado com o espírito-Falabella que o das 18h, para o qual ele escreveu Negócio da China. Sua nova história é divertida até o ponto do autodeboche. Prova disso é a personagem de Jacqueline Laurence, que surgiu em cena com um tapa-olho bem típico das novelas mexicanas. Além disso, Cininha de Paula dirigiu lindas sequências em Cartagena e na Paraíba."
A jornalista ainda elogia a narração da novela: "A narração de Falabella é outro acerto em cheio. Esperto, ele desviou do perigo da literalidade. O autor fez do recurso algo que adiciona charme à história e, eventualmente, complementa uma cena com informação. É uma aposta na inteligência do público e serviu ainda, nos capítulos iniciais, para apresentar os personagens e sugerir futuras situações. Por exemplo, Claudia (Giovanna Antonelli, bem no papel) quer 'o que todos nós queremos: alguém que nos ame, nos assuma e nos perdoe', narrou ele." Mesmo com a crítica positiva à novela, Kogut fala dos pontos negativos de alguns atores da trama: "(...) Ricardo Pereira e Grazi Massafera ainda podem crescer. Victor Pecoraro, ao contrário, parece a anos luz da responsabilidade que lhe foi confiada. Fiuk também não entusiasma. Além disso, a trama dos ricos querendo despejar os pobres é surrada e as cenas de demolição nos primeiros capítulos se resumiram a um festival de planos fechados para disfarçar a produção econômica."
Walcyr Carrasco, autor da novela antecessora, apresentou crítica favorável sobre a narração da novela: "(...) O Miguel (Falabella) inventou um novo recurso da teledramaturgia em novela: a narração. Nunca vi uma novela, antes, com essa idéia. Só o seriado que ele fez com a Cláudia Jimenez (A Vida Alheia). E que recurso bom! Muitas vezes, o autor se mata para explicar determinada situação. Ele não: explicou em poucas palavras, em off. E ainda fez comentários."
O autor ainda elogiou o elenco da novela: "(...) A novela é solar, colorida. Os atores estão superbem. Tenho uma predileção especial pela Fernanda Souza, com quem fiz 'Alma Gêmea'. Adorei vê-la num papel de quase vilã. A Elizângela também estava perfeita. O Diogo Vilela impagável! Também adoro a Sheron Menezes, com quem fiz 'Caras & Bocas'. É uma atriz que merece mais oportunidades!  E o Ricardo Pereira perdeu o sotaque português! Embora faça filho de portuguesa, está ótimo, um galã com todas as qualidades de um bom ator."

### Prêmios e indicações
| Ano  | Prêmio         | Categoria                | Indicação                        | Resultado |
| ---- | -------------- | ------------------------ | -------------------------------- | --------- |
| 2012 | Prêmio Contigo | Melhor novela            | Aquele Beijo                     | Indicado  |
| 2012 | Prêmio Contigo | Melhor atriz de novela   | Giovanna Antonelli               | Indicado  |
| 2012 | Prêmio Contigo | Melhor atriz de novela   | Grazi Massafera                  | Indicado  |
| 2012 | Prêmio Contigo | Melhor ator de novela    | Herson Capri                     | Indicado  |
| 2012 | Prêmio Contigo | Melhor ator de novela    | Ricardo Pereira                  | Indicado  |
| 2012 | Prêmio Contigo | Ator coadjuvante         | Bruno Garcia                     | Indicado  |
| 2012 | Prêmio Contigo | Ator coadjuvante         | Fiuk                             | Indicado  |
| 2012 | Prêmio Contigo | Ator coadjuvante         | Luis Salém                       | Indicado  |
| 2012 | Prêmio Contigo | Atriz coadjuvante        | Bia Nunnes                       | Indicado  |
| 2012 | Prêmio Contigo | Atriz coadjuvante        | Bruna Marquezine                 | Indicado  |
| 2012 | Prêmio Contigo | Ator infantil            | Frederico Volkmann               | Indicado  |
| 2012 | Prêmio Contigo | Atriz infantil           | Duda Costa                       | Indicado  |
| 2012 | Prêmio Contigo | Revelação da TV          | Marina Mota                      | Indicado  |
| 2012 | Prêmio Contigo | Melhor autor de novela   | Miguel Falabella                 | Indicado  |
| 2012 | Prêmio Contigo | Melhor diretor de novela | Roberto Talma e Cininha de Paula | Indicado  |